# William Hall-Jones
William Hall-Jones (ur. 16 stycznia 1851 w Folkestone, zm. 19 czerwca 1936) – nowozelandzki polityk, w roku 1906 przez dwa miesiące pełnił urząd premiera Nowej Zelandii.
Ze swojej rodzinnej Anglii wyjechał mając 22 lata. Po przybyciu do Nowej Zelandii osiedlił się w Dunedin i podjął pracę stolarza, później zaś zajął się budownictwem. W 1890 został wybrany do Izby Reprezentantów. W 1896 został ministrem robót publicznych i spraw morskich w gabinecie Richarda Seddona. Zyskał tam uznanie jako polityk niezależny i skuteczny. Kiedy w czerwcu 1906 Seddon zmarł podczas wizyty zagranicznej, a typowany na jego następcę Joseph Ward przebywał poza Nową Zelandią, Hall-Jones zgodził się tymczasowo pokierować rządem, jednak wyłącznie do chwili powrotu Warda. Zrzekł się urzędu 6 sierpnia tego samego roku.
Po zaprzysiężeniu Warda na premiera, jeszcze przez dwa lata kierował w jego gabinecie resortem robót publicznych i kolei, po czym w 1908 ogłosił rezygnację z mandatu parlamentarnego i przejście na polityczną emeryturę. Wkrótce potem przyjął nominację na wysokiego komisarza Nowej Zelandii w Londynie. Po powrocie do kraju w 1913 otrzymał dożywotnie miejsce w Radzie Legislacyjnej.
Został odznaczony Orderem św. Michała i św. Jerzego klasy Rycerz Komandor, co pozwoliło mu używać tytułu Sir. Zmarł w 1936 roku.